# Эффект Кондо
Эффе́кт Ко́ндо — эффект увеличения электрического сопротивления слаболегированных магнитными примесями немагнитных металлических сплавов при температурах, близких к абсолютному нулю. 
Назван в честь японского физика Дзюна Кондо (англ. Jun Kondo), давшего явлению теоретическое обоснование. Соответствующую температуру и энергетический масштаб называют температурой Кондо.

## История открытия
В 1930-х годах Мейснер и Войт наблюдали аномальное увеличение сопротивления чистых золотых образцов при температурах меньше 10 К. В действительности оказалось, что при их изготовлении они были загрязнены небольшим количеством примесей железа. В 1964 году Дзюн Кондо показал, что причиной наблюдаемого явления могут быть взаимодействия между спинами электронов проводимости и спинами примесей.

## Теория
Эффект наблюдается в металлических сплавах, где концентрация спинов может составлять до нескольких ppm. Это приводит к тому, что собственная энергия спина во взаимодействии является доминирующим фактором. 
При понижении температуры до единиц кельвинов магнитные взаимодействия между спинами примесей и электронами проводимости начинают влиять на характер рассеяния последних. Подобные взаимодействия локализированных спинов обычно описывают РККИ-обменным взаимодействием. Температура, при которой наблюдается минимум сопротивления, называется температурой Кондо, и она определяется выражением
{\displaystyle T_{\mathrm {K} }={\frac {D}{k_{\mathrm {B} }}}\exp \left(-{\frac {D}{2|J|}}\right),}
где {\displaystyle D} — ширина энергетической зоны, {\displaystyle k_{\mathrm {B} }} — константа Больцмана, {\displaystyle J} — обменный интеграл. Зависимость сопротивления от температуры T при этом определяется выражением
{\displaystyle R(T)=R_{0}(T)+c\left({\frac {J^{2}}{D}}\right)s(s+1)A\left[1-{\frac {2J}{D}}\left(\ln {\frac {D}{k_{\mathrm {B} }T}}\right)\right],}
где {\displaystyle R_{0}} — немагнитный вклад в сопротивление, {\displaystyle c} — концентрация примесей, {\displaystyle s} — спин примесей, {\displaystyle A} — сосредоточенный параметр.
Пространственные размеры экранирующих облаков электронов с когерентными спинами составляют несколько мкм.